# 猛龍
猛龍（もうりゅう）は、将棋の駒の一つ。本将棋にはなく、大局将棋に存在する。
成駒は大龍。

## 駒の動き
| ◎ |   | ○     |   | ◎ |
|   | ◎ | ○     | ◎ |   |
| ○ | ○ | 猛 龍 | ○ | ○ |
|   | ◎ | ○     | ◎ |   |
| ◎ |   | ○     |   | ◎ |

| ＼ |    |    | ○     |    |    | ／ |
|    | ＼ |    | ○     |    | ／ |    |
|    |    | ＼ | ○     | ／ |    |    |
|    |    |    | 大 龍 |    |    |    |
|    |    | ／ | ○     | ＼ |    |    |
|    | ／ |    | ○     |    | ＼ |    |
| ／ |    |    | ○     |    |    | ＼ |

この駒は、自分より格の低い駒をいくつでも飛び越えて、その駒を全て一度に取る機能があるので、大局将棋の駒の中で強力で重要な駒の一つである。大局将棋の駒の中でも、よほどのことがない限り成るべきではない駒である。なぜなら、成ることによるメリットはせいぜい前後の動きが1マス増える程度しかなく、はるかにデメリットが大きいからである。成るとまず前述の飛び越し捕獲の機能が失われて只の走りになってしまい、横の動きも失われる。加えて駒の格が1段階落ちてしまうため、大龍に成ったせいで角将・飛将・猛龍・飛鰐に飛び越し捕獲されることもある。